# Souprava metra E-KM
E-KM je typ modernizovaných ukrajinských souprav metra vyráběných v Krjukivském strojírenském závodě u Kremenčuku. Soupravy jsou moderznizací bývalých sovětských souprav typu E, Ež a Ema. Tato modernizace byla vyvinuta zejména na základě požadavků kyjevského metra, které žádalo o modernizaci svých souprav na nejstarší Svjatošynsko-Brovarské lince. Byly vytvořeny dva typy souprav, E-KM Pm, které jsou modernizované soupravy typu Ema a E-KM Hb, které jsou modernizované soupravy typu E a Ež.
Podobnou modernizací si zažádalo i charkovské metro, kdy proběhla modernizace souprav typu Ež prakticky na typ E-KM, pod označením 81-710.1.